# Добруджа
44°27′00″ пн. ш. 28°20′00″ сх. д. / 44.45° пн. ш. 28.333333333333° сх. д.
Задунав'я перенаправлено сюди. Для інших значень див. Задунав'я (значення)

Добру́джа

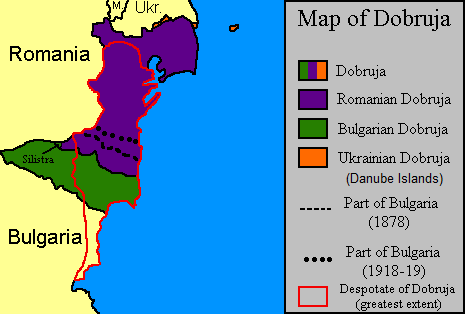
Добру́джа

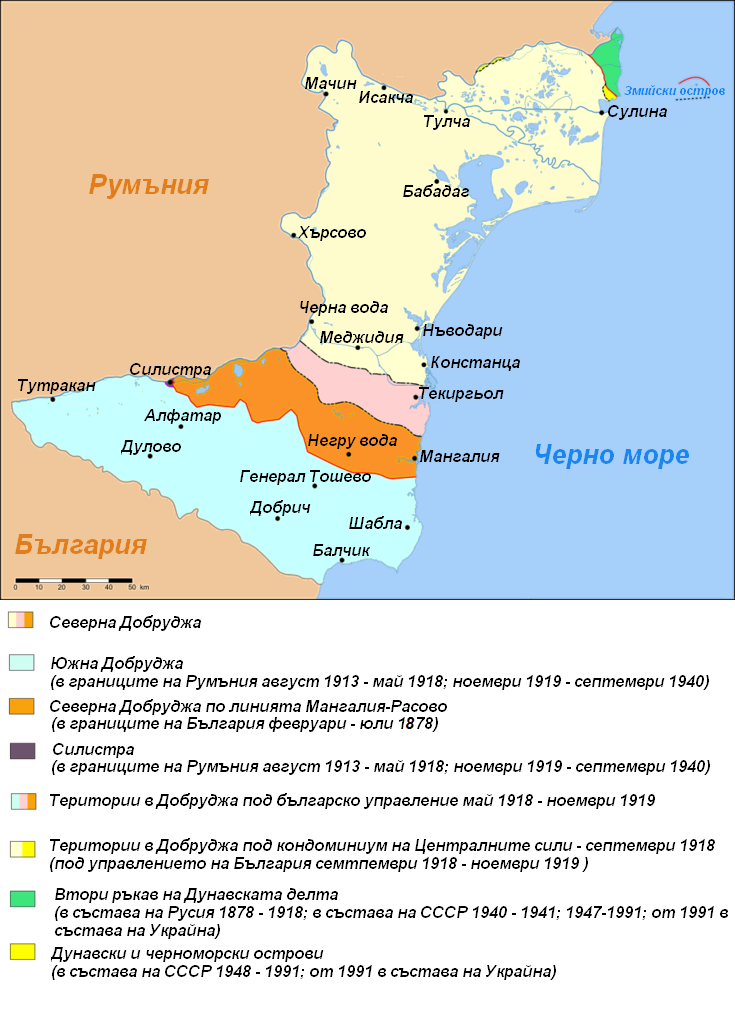
Мапа Добруджі болгарською мовою

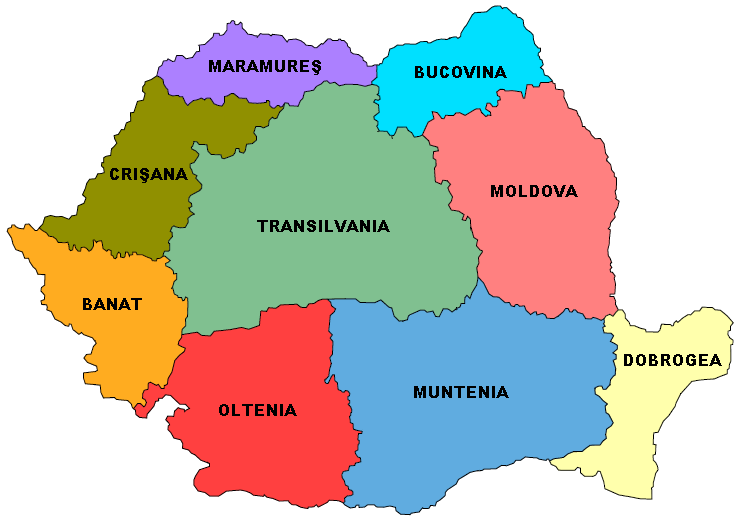
Історичні області Румунії — Добруджа жовтим

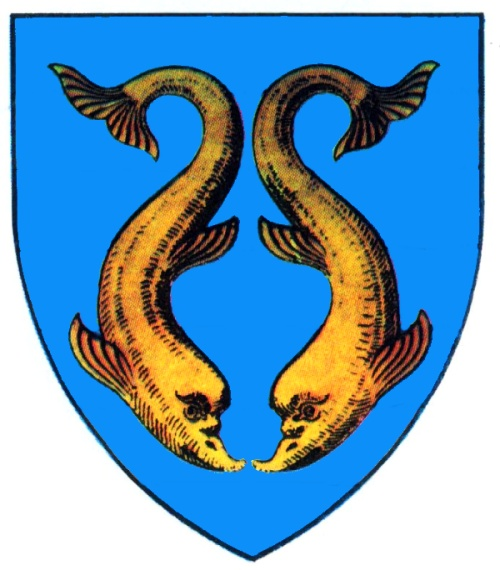
Герб Добруджі

Добру́джа (рум. Dobrogea, болг. Добруджа), також Задунав'я — історична болгарська, турецька, румунська область в Європі, розташована між нижньою течією Дунаю й узбережжям Чорного моря.
Північна Добруджа площею 15 570 км² входить до складу Румунії (повіти Тулча та Констанца), Південна Добруджа площею 7412 км² — до складу Болгарії (Добрицька та Сілістринська області). Невелика частина Добруджі у дельті Дунаю площею 338 км² входить до складу України — острови Малий Татару, Великий Даллер, Малий Даллер, Майкан, Лімба. Історичним центром українського життя на Добруджі є село Верхній Дунавець, остання столиця Задунайської Січі.

## Географія
За винятком дельти Дунаю, болотистого регіону, розташованого у північно-східному куті, Задунав'я має горбистий рельєф, із середньою висотою близько 200—300 м. Найвища точка — Цуцуяту/Греч, у горах Мачин, має висоту 467 м. Добруджинське плато покриває більшу частину румунської частини Задунав'я, тоді як в Болгарії — Лудогорське плато. Озеро Сютгьоль — одне з найважливіших озер Північного Задунав'я.
Задунав'я має помірно континентальний клімат, який перебуває під впливом океанічного повітря з північного заходу і континентального повітря з північного сходу зі Східно-Європейської рівнини: через рівнинний рельєф, є притік вологого, теплого повітря навесні, влітку й восени з північного заходу; й північного/північно-східного полярного повітря взимку. Чорне море також впливає на клімат у регіоні, особливо в межах 40—60 км від берега. Середньорічна температура: +11 °C у внутрішніх районах і вздовж Дунаю, +11,8 °C на узбережжі і менше +10 °C на високогір'ї. Прибережні райони Південної Добруджі є найпосушливішою частиною Болгарії, зі щорічною кількістю опадів 450 мм.

## Історія
У давнину територія Задунав'я була заселена фракійцями. У V ст. до н. е. її зайняли скіфи; у I ст. — римляни; а з III ст. зазнала нашестя готів, гунів, інших племен. З початку VI ст. тут з'являються слов'яни.
Київський князь Святослав Ігорович оборонявся в Сілістрі 969 року.
З утворенням Першого болгарського царства (у VII ст.) Задунав'я входить до його складу. У XI—XII ст. належала Візантії. З кінця XII ст. — у складі Другого болгарського царства. Послаблення останнього призвело до утворення на території Задунав'я у XIV ст. самостійної феодальної держави. Засновником її був Балік. На ім'я його наступника Добротиці територія отримала назву Добруджі.
Наприкінці 20-х рр. XV ст. територію Задунав'я захопила Османська імперія. Після Російсько-турецької війни 1877—1878 років Південне Задунав'я відійшло до Болгарії, а Північне передане Румунії. За Бухарестським мирним договором 1913 року Південне Задунав'я передане Румунії, у складі якої знаходилася до 1940 р., за винятком 1916—1918 рр., коли всю територію Добруджі були зайняли болгарські та німецькі війська. Відповідно до болгаро-румунського договору, підписаного 7 вересня 1940 р. у місті Крайова, Південне Задунав'я повернено Болгарії. У 1947 р. болгаро-румунський кордон у Добруджі підтверджений мирними договорами між Болгарією та Румунією.

## Поселення українців
У X ст. князь Святослав заснував тут нову столицю Переяславець на Дунаї, що знаходиться за 10 км від міста Тулча.
Після скасування 1775 р. Запорозької Січі запорожці перейшли за Дунай у підданство Туреччини й заснували Задунайську Січ (1775—1828).

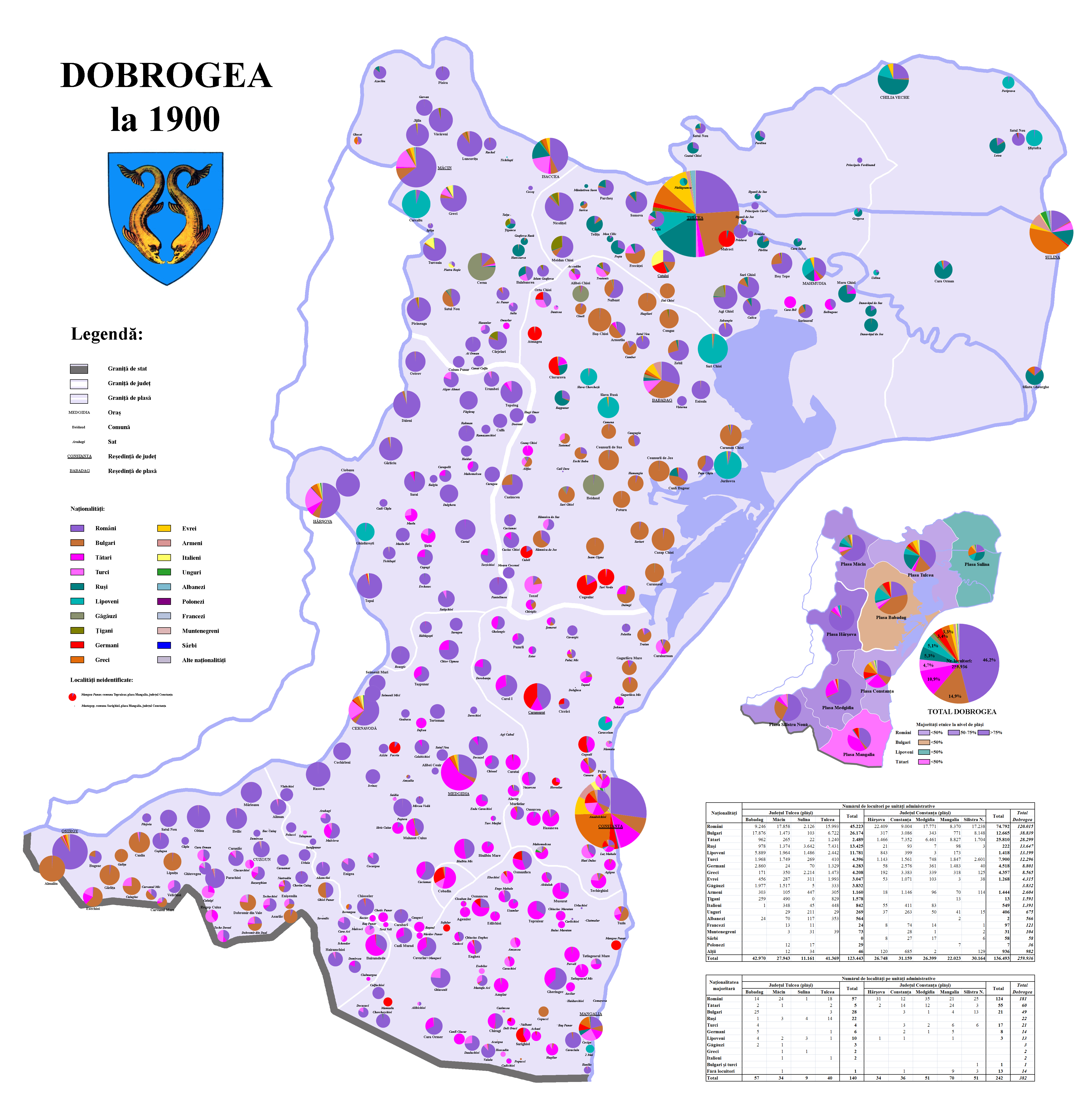
Етнічна мапа Добруджі станом на 1900 р.

У 1817 році задунайські козаки брали участь у поході турецьких військ проти сербів, в 1821 році — проти греків, але в 1828 році кошовий Гладкий з невеликим числом однодумців повернувся в Ізмаїл в підданство Росії. Після цього Задунайська Січ була знищена і запорожці, що залишилися злилися з іншими раєй. Але ще до виходу Гладкого навколо Задунайської Січі утворилося сімейне і в основному землеробське населення з українських вихідців, як це свого часу відбувалося навколо Запорозької Січі.
Зі знищенням Задунайської Січі українська колонізація Задунав'я затихла на 2—3 роки, але потім поновилася з ще більшою силою. Десятки тисяч людей в 1830—1840-х роках із Бессарабії і Новоросії тікали від кріпосного права і рекрутчини, прагнули за Дунай. Українські поселення розтяглися, починаючи від гирла біля моря і вгору за течією Дунаю майже до самої Сілістри, утворюючи етнічні острови серед різноплемінного населення.
На початку царювання Олександра II з турецьким урядом укладено конвенцію про переселення кримських татар і черкесів у Задунав'я, зокрема, що тим вихідцям з Російської імперії, хто бажає повернутися, будуть відведені землі в Криму та на Кубані. Під впливом цієї новини і очікуваного скасування кріпосного права почався зворотний рух в Росію, який був відомий під назвою «великий вихід».
На Задунав'я переселялися також росіяни: липовани і некрасівці.
В останній чверті XIX ст. знову почався рух українських переселенців у Задунав'я.
Зараз у Добруджі українців залишилося мало, як і скрізь на периферії етнічної території.

## Адміністративно-державні утворення на теренах Добруджі

### У добуКиївської Русі
- Києвець
- Переяславець

### У добу козацької України
- Задунайська Січ

## Відомі українці, пов'язані з Добруджею життям та працею

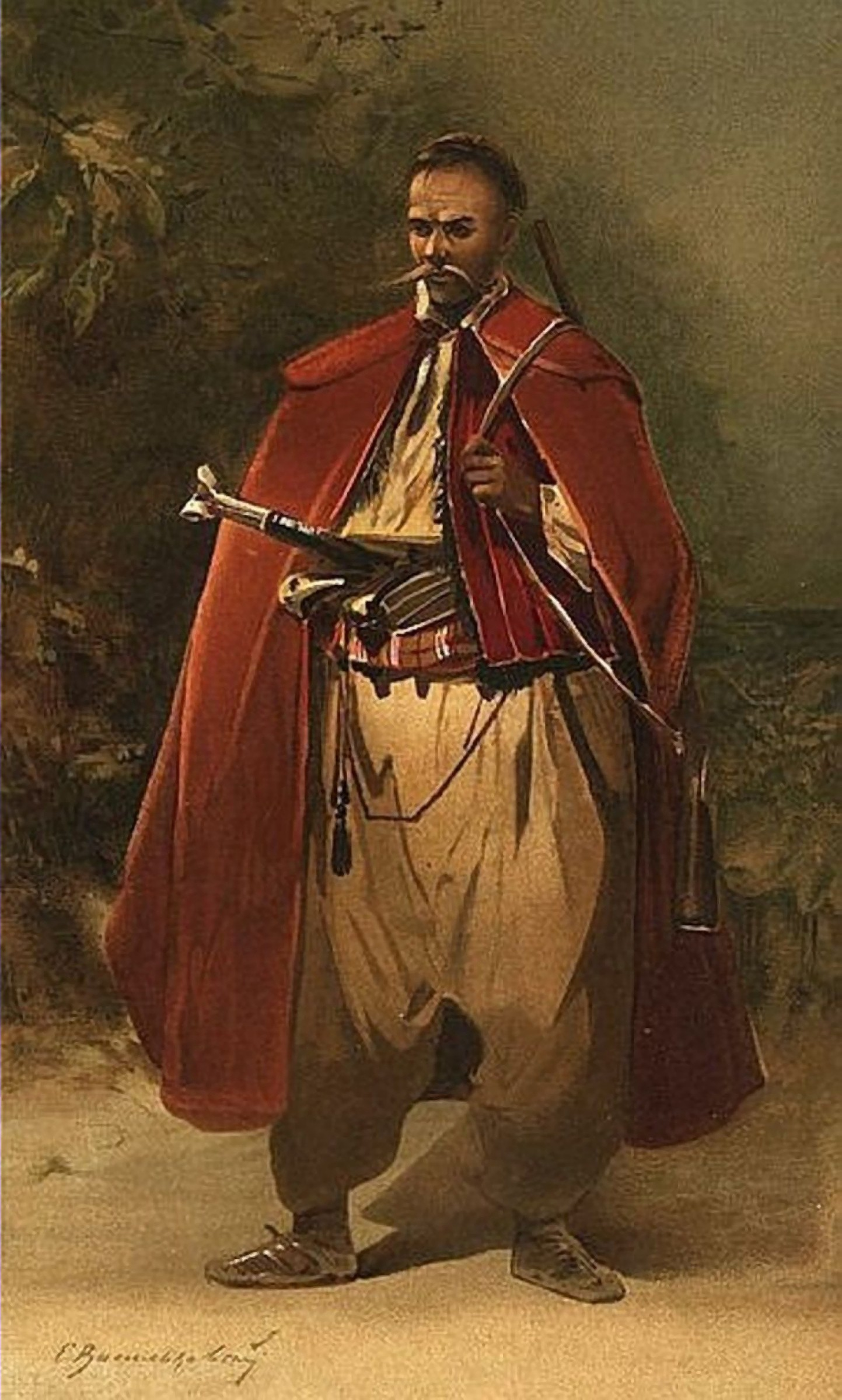
С. Васильківський. «Задунайський запорожець».

- Кий — київський князь, легендарний засновник Києва. Згідно з літописом, «прийшов до Дунаю, і вподобав місце, і поставив городок малий, і хотів сісти з родом своїм, <…> ще й донині називають дунайці городище Києвець»[1].
- Святослав Хоробрий (942—972) — великий князь київський у 945—972 рр. У 967 році відвоював у болгар місто Переяславець на Дунаї, яке оголосив столицею всієї Руської землі, «бо то середина землі моєї, бо туди всі блага стікають: від греків — паволоки, золото, вино і овочі різні, а від чехів і угрів — срібло і коні, із Русі ж — хутра, і віск, і мед, і челядь»[2].
- Чайковський Михайло Станіславович (1804—1886) — український та польський політичний діяч, кошовий отаман Задунайської Січі у 1853—1870 рр.
- Гулак-Артемовський Семен Степанович (1813—1873) — український композитор, автор першої української опери «Запорожець за Дунаєм».
- Васильківський Сергій Іванович (1854—1917) — український художник, живописець козацької старовини. Автор акварелі «Задунайський запорожець» (1900).
- Ждаха Амвросій Андрійович (1855—1927) — український ілюстратор і художник. Нащадок задунайських козаків.
- Коцюбинський Михайло Михайлович (1864—1913) — український письменник, класик української літератури. У повісті «Дорогою ціною» змалював Задунайську Січ і Задунав'я як символ свободної української землі, куди прагнуть втекти за волею закріпачені російською владою українські селяни.

## Задунав'я в українській культурі
Задунав'я, територія Задунайської Січі, неодноразово згадується в українській історії та літературі, у «Повісті временних літ», «Думі про козака Голоту», піснях «Їхав козак за Дунай», «Якби мені сивий кінь», творах С. Гулака-Артемовського, С. Васильківського, М. Коцюбинського та ін.

## Галерея

Покрівська церква у Верхньому Дунавці.
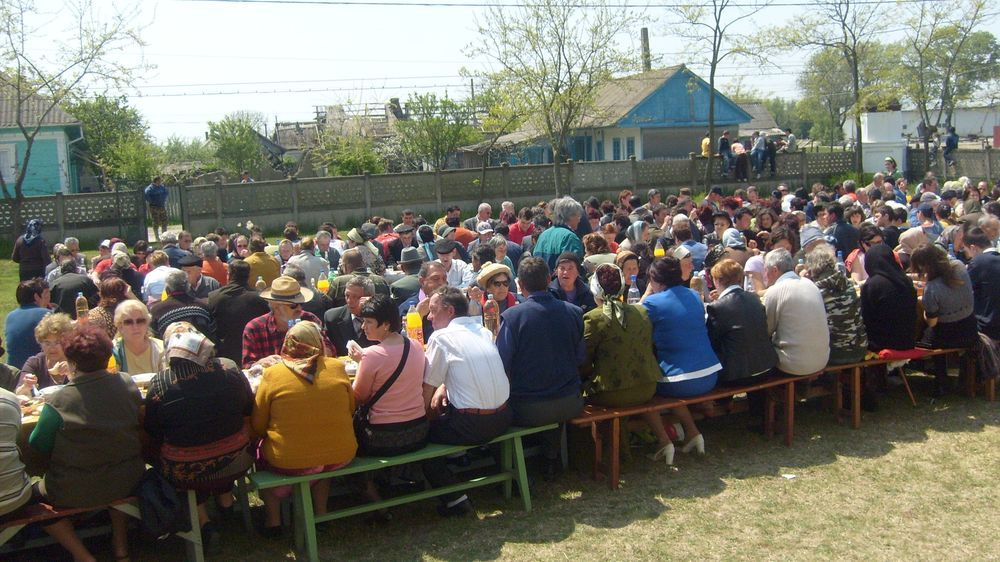
Нащадки задунайських козаків.
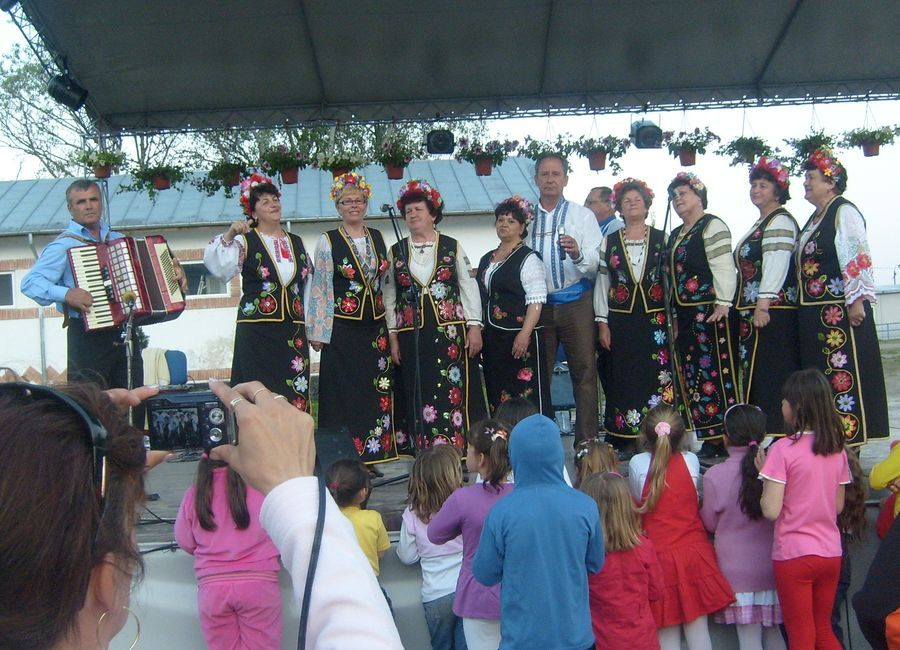
Українці Румунії на Задунайській Січі.